# Uropeltis myhendrae
Uropeltis myhendrae är en ormart som beskrevs av Beddome 1886. Uropeltis myhendrae ingår i släktet Uropeltis och familjen sköldsvansormar. Inga underarter finns listade i Catalogue of Life.
Arten förekommer i sydligaste delen av bergstrakten Västra Ghats i södra Indien. Utbredningsområdet ligger 960 till 1600 meter över havet. Habitatet utgörs av städsegröna bergsskogar.
Stora delar av skogarna omvandlades till jordbruksmark eller annat kulturlandskap. Det är oklart hur förändringen påverkar artens bestånd. IUCN listar Uropeltis myhendrae med kunskapsbrist (DD).